# Nimrim
Nimrim, în Moab, este menționat de două ori în Scriptură în Tanakh și Biblie, în  Isaia 15:6 și în  Ieremia 48:34. 
Se cunosc puține lucruri despre Nimrim, în afară de faptul că era în Moab. Este menționat în legătură cu mai multe orașe care se aflau sub controlul moabit la acel moment (în jurul ailor 626 î.Hr. - 586 î.Hr.), cum ar fi Heshbon, Zoar și Horonaim. Oamenii de știință nu sunt de acord dacă Nimrim a fost un râu, sau un lac, sau un oraș.

## Resurse
- en  Matthew Poole Commentary Vol. 2 pagini 629, ISBN: 978-0-917006-28-9